# 23727 Akihasan
23727 Akihasan è un asteroide della fascia principale. Scoperto nel 1998, presenta un'orbita caratterizzata da un semiasse maggiore pari a 2,2075799 UA e da un'eccentricità di 0,1815411, inclinata di 4,28739° rispetto all'eclittica.